# Liste der Mitglieder der Deutschen Akademie der Naturforscher Leopoldina/1766
Die Liste der Mitglieder der Deutschen Akademie der Naturforscher Leopoldina für 1766 enthält alle Personen, die im Jahr 1766 zum Mitglied ernannt wurden. Insgesamt gab es 13 neu gewählte Mitglieder.

## Mitglieder
| Nr. | Name                             | Beiname                | Geboren       | Aufnahme | Gestorben     | Sektion                      | Bild                       | Datenbank                        |
| --- | -------------------------------- | ---------------------- | ------------- | -------- | ------------- | ---------------------------- | -------------------------- | -------------------------------- |
| 678 | Gerard Meerman                   | Aemilius Papinianus I. | 6. Dez. 1722  | 12. Mrz. | 15. Dez. 1771 |                              | Gerard Meerman             | Gerard Meermann                  |
| 679 | Abraham Gevers                   | Xenokrates III.        | 1712          | 14. Mrz. | 1780          |                              | Abraham Gevers (1712–1780) | Abraham Gevers                   |
| 680 | Cilian Joseph von Düring         | Polyarchus III.        | 1712          | 21. Mrz. | 1777          |                              |                            | Cilian Joseph von Düring         |
| 681 | Gottlieb Sigmund Gruner          | Acarnan III.           | 20. Juli 1717 | 12. Jun. | 10. Apr. 1778 |                              |                            | Theophil Gottlob Siegmund Gruner |
| 682 | Johann Augustin Philipp Gesner   | Agathinus III.         | 22. Feb. 1738 | 27. Jul. | 28. Feb. 1801 | Medizin                      |                            | Johann Augustin Philipp Gesner   |
| 683 | Gualtherus van Doeveren          | Diophantus III.        | 16. Nov. 1730 | 18. Aug. | 31. Dez. 1803 | Geburtshilfe und Gynäkologie | Gualtherus van Doeveren    | Gualther van Doeveren            |
| 684 | Ludwig Friedrich Eusebius Rumpel | Aristoxenus II.        | 1736          | 20. Sep. | 1811          | Medizin                      |                            | Ludwig Friedrich Eusebius Rumpel |
| 685 | Jacques-François Demachy         | Synesius II.           | 30. Aug. 1728 | 25. Sep. | 7. Juli 1803  | Pharmazie                    |                            | Jacques-François Demachy         |
| 686 | Eduard Sandifort                 | Silimachus III.        | 14. Nov. 1742 | 28. Sep. | 12. Feb. 1814 | Chirurgie                    | Eduard Sandifort           | Eduard Sandifort                 |
| 687 | Philipp Ludwig Statius Müller    | Pythagoras II.         | 25. Apr. 1725 | 10. Okt. | 5. Jan. 1776  | Philosophie                  |                            | Statius Müller                   |
| 688 | August Leberecht Müller          | Serenus IV.            | 14. Nov. 1743 | 11. Okt. | 15. Dez. 1771 | Medizin                      |                            | August Leberecht Müller          |
| 689 | Wilhelm Ritsch                   | Macharion              | 1728          | 21. Okt. |               | Chirurgie                    |                            | Wilhelm Ritsch                   |
| 690 | Johann Friedrich Erasmus         | Alcmaeon II.           | 7. Okt. 1723  | 3. Nov.  | 1777          | Chirurgie                    |                            | Johann Friedrich Erasmus         |

## Hinweis zu den Lebensdaten
In der Liste sind zunächst die Lebensdaten gemäß Archiv der Leopoldina aufgenommen. Diese beziehen sich bei noch nicht erstellten Namensartikeln auf die Angaben gem. Neigebaur (1860), Ule (1889) und dem Abgleich mit Wikidata. Die Lebensdaten im später erstellten Namensartikel können daher noch von den Lebensdaten in der Liste abweichen.